# دونالد سي باكر
دونالد سي باكر (بالإنجليزية: Donald C. Backer)‏ (و. 1943 – 2010 م) هو عالم فلك من الولايات المتحدة الأمريكية .
توفي في بيركيلي، كاليفورنيا، عن عمر يناهز 67 عاماً.

## التعليم
تعلم في جامعة كورنيل، وكلية الهندسة في جامعة كورنويل

## مناصب وهيئات
أدار جامعة كاليفورنيا، بركلي.